# 齋浦爾縣

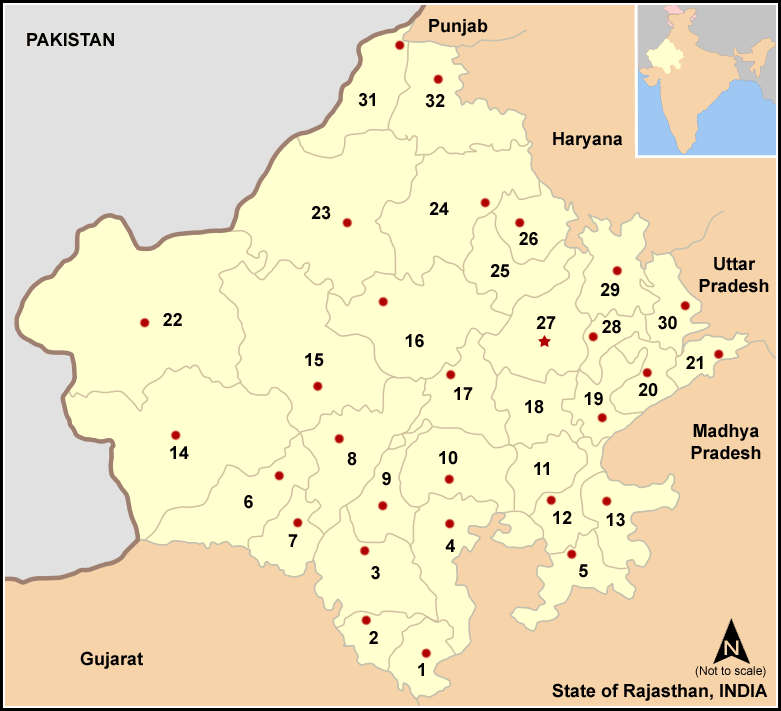

齋浦爾縣是印度的一個縣，位於該國西北部，由拉賈斯坦邦負責管轄，面積342,239平方公里，每年平均降雨量460毫米，識字率為76.44%，2011年人口6,663,971，人口密度每平方公里19人。

## 外部連結
- 官方网站